# Капуция войлочная
Капуция войлочная (лат. Caputia tomentosa) — вид суккулентных кустарников рода Капуция (Caputia), семейства Астровые (Asteraceae), произрастающий на территории Капской провинции ЮАР. Ранее это растение было отнесено к роду Крестовник (Senecio).
Этот кустарник отличается красивыми серебристо-белыми цилиндрическими сочными листьями и желтыми дисковидными соцветиями, которые появляются в конце лета и осенью. Он широко распространен на солнечных каменистых склонах холмов в засушливых и полузасушливых районах Рихтерсфельда и Кару.

## Описание
Растение представляет собой небольшой ветвистый кустарник, высотой около 30 см в культуре, но, вероятно, в естественной среде немного меньше.

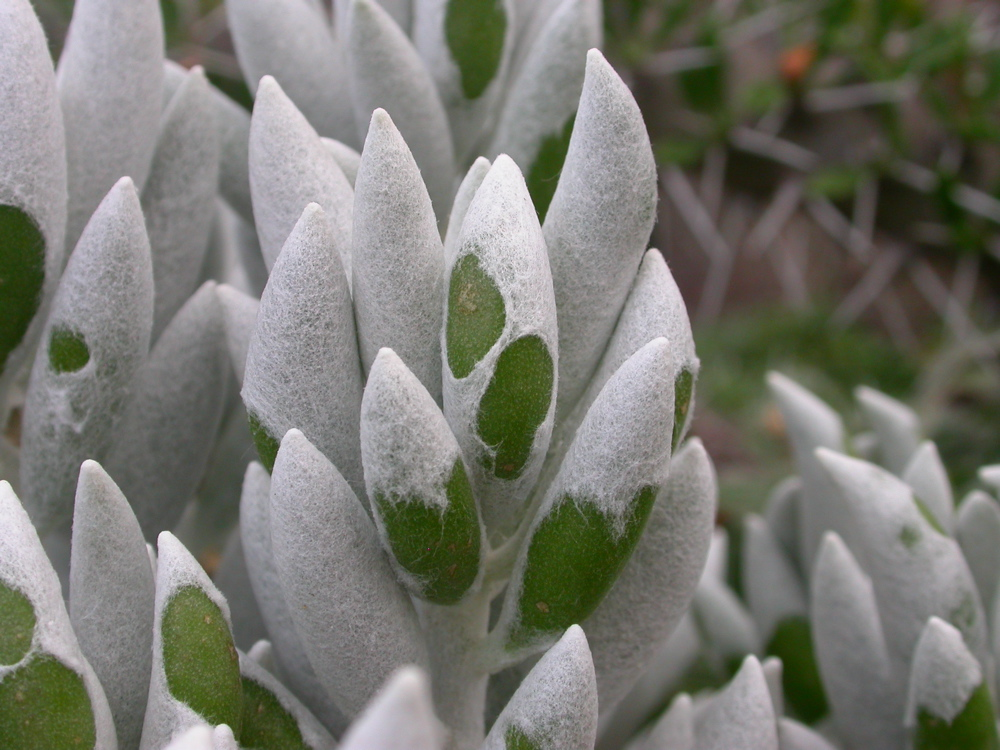
Листья

Листья мясистые, прямостоячие, черепитчатые вдоль стебля, с возрастом опадают. Они имеют форму от цилиндрической до веретенообразной, острые на обоих концах, слегка городчатые на концах, привлекательные за счет густых серебристо-белых волосков, покрывающих всю поверхность.
Соцветия располагаются в конце стебля, неразветвленные, длиной 80-110 мм, с желтыми цветками, хотя в культуре такие цветы встречаются редко.

## Распространение и экология
Капуция войлочная произрастает в южном Рихтерсвельде, Большом Кару и Малом Кару в Северной, Западной и Восточной Капской провинциях Южной Африки. Растения обитают на открытых кварцевых склонах холмов, обращенных к северу.
Капуция войлочная способна переносить умеренный холод (до -6ºC). Она также хорошо переносит жару с температурой до 40ºC.
Растение можно обнаружить вместе с такими растениями, как: Adromischus alstonii, Bulbine caput-medusae, Cheiridopsis denticulata, Conophytum pageae, Cotyledon campanulata, Crassula alstonii, Crassula nudicaulis var. herrei, Euphorbia mauritanica, Aizoon africanum, Melianthus pectinatus, Pelargonium crithmifolium и Pteronia glomerata.

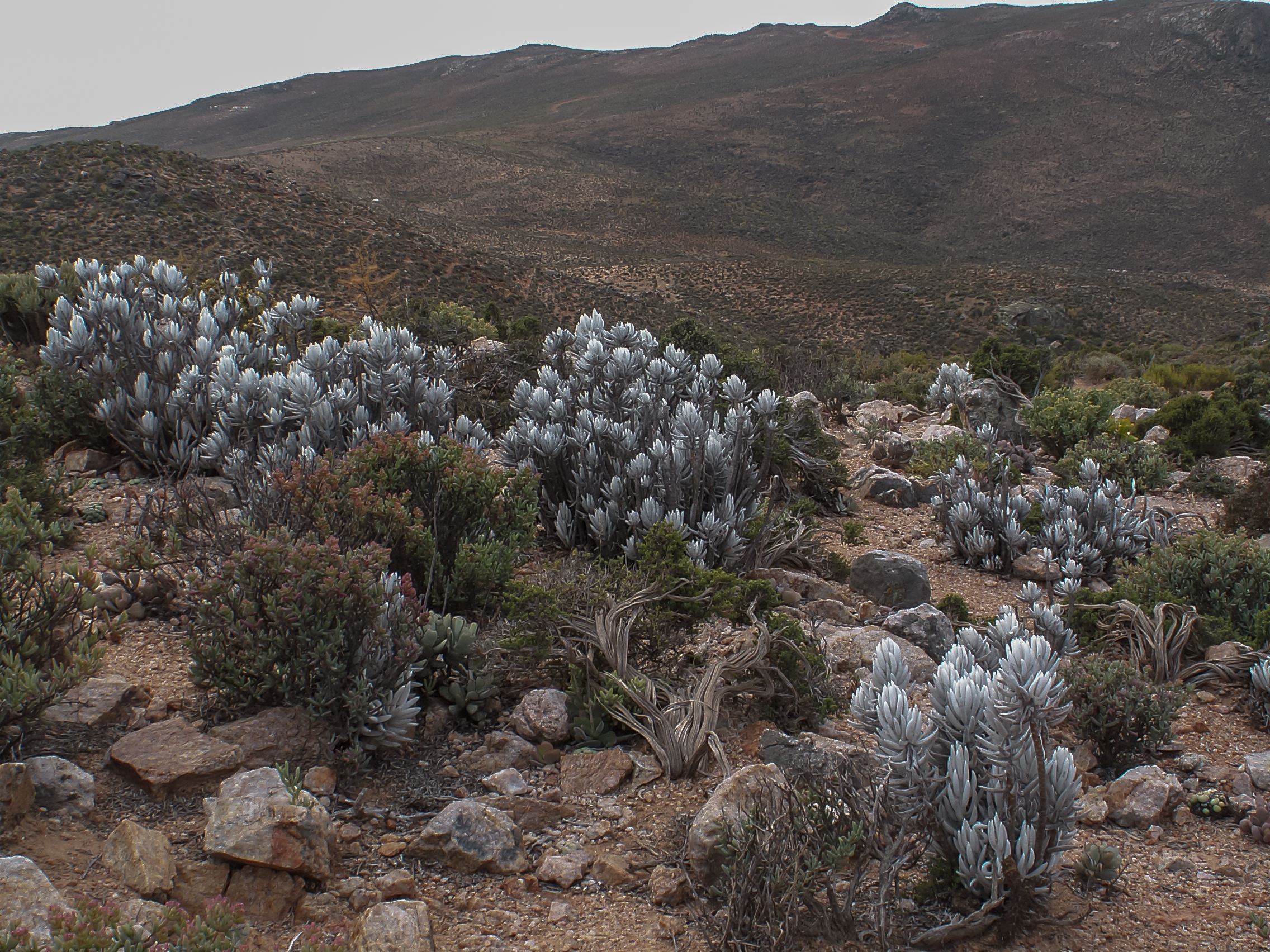
Культурный и ботанический ландшафт Рихтерсфельдского заповедника

Капуция войлочная хорошо приспособлена к своей полузасушливой, открытой и солнечной среде обитания. Её сочные листья обеспечивают хранение влаги, доступной растению в периоды длительной засухи. Корни также сочные, что помогает растению в условиях засухи. Плотный серебристо-белый покров отражает свет и эффективно защищает растение от чрезмерной потери тепла и влаги. Направленные к солнцу листья также эффективно контролируют тепло.
Цветки от желтого до оранжево-желтого цвета опыляются насекомыми. Плоды развиваются после опыления и, когда созревают, разносятся ветром. Каждое семя снабжено своим парашютом, взлетая в воздух и рассеивая свое потомство.

## Таксономия
Это растение впервые было названо и описано британским производителем суккулентов и ботаником Адрианом Харди Хэуортом как Cacalia tomentosa в 1803 году (Miscellanea naturalia, 1803). Затем в 1812 году, в его работе "Synopsis Plantarum Succulentarum", он переместил его в род Клейния (Kleinia). В 1845 году этот вид был перенесен в род Крестовник (Senecio), и его название было изменено на Senecio haworthii в честь Хэуорта. Современный классификационный подход, основанный на молекулярных исследованиях, привел к разделению рода Крестовник (Senecio) на множество более мелких родов. В результате род Клейния (Kleinia) был восстановлен, а новые роды, такие как Курио (Curio) и Капуция (Caputia), были созданы для размещения различных видов.
Caputia tomentosa (Haw.) B.Nord. & Pelser, первое упоминание в Compositae Newslett. 50: 65 (2012).

### Синонимы
Гомотипные (основанные на одном и том же номенклатурном типе):
- Kleinia tomentosa Haw. (1812)

Гетеротипные (основанные на разных номенклатурных типах):
- Cacalia haworthii Sweet) (1830)
- Cacalia tomentosa Haw. (1803)
- Kleinia cana DC. (1838)
- Kleinia haworthii DC. (1838)
- Notonia vestita Collett & Hemsl. (1890)
- Senecio haworthii Sch.Bip. (1845)
- Senecio haworthii Steud. (1841)
- Senecio quinquangulatus Sch.Bip. (1845)
- Senecio vestitus Sweet) ex Steud. (1841)

## Выращивание

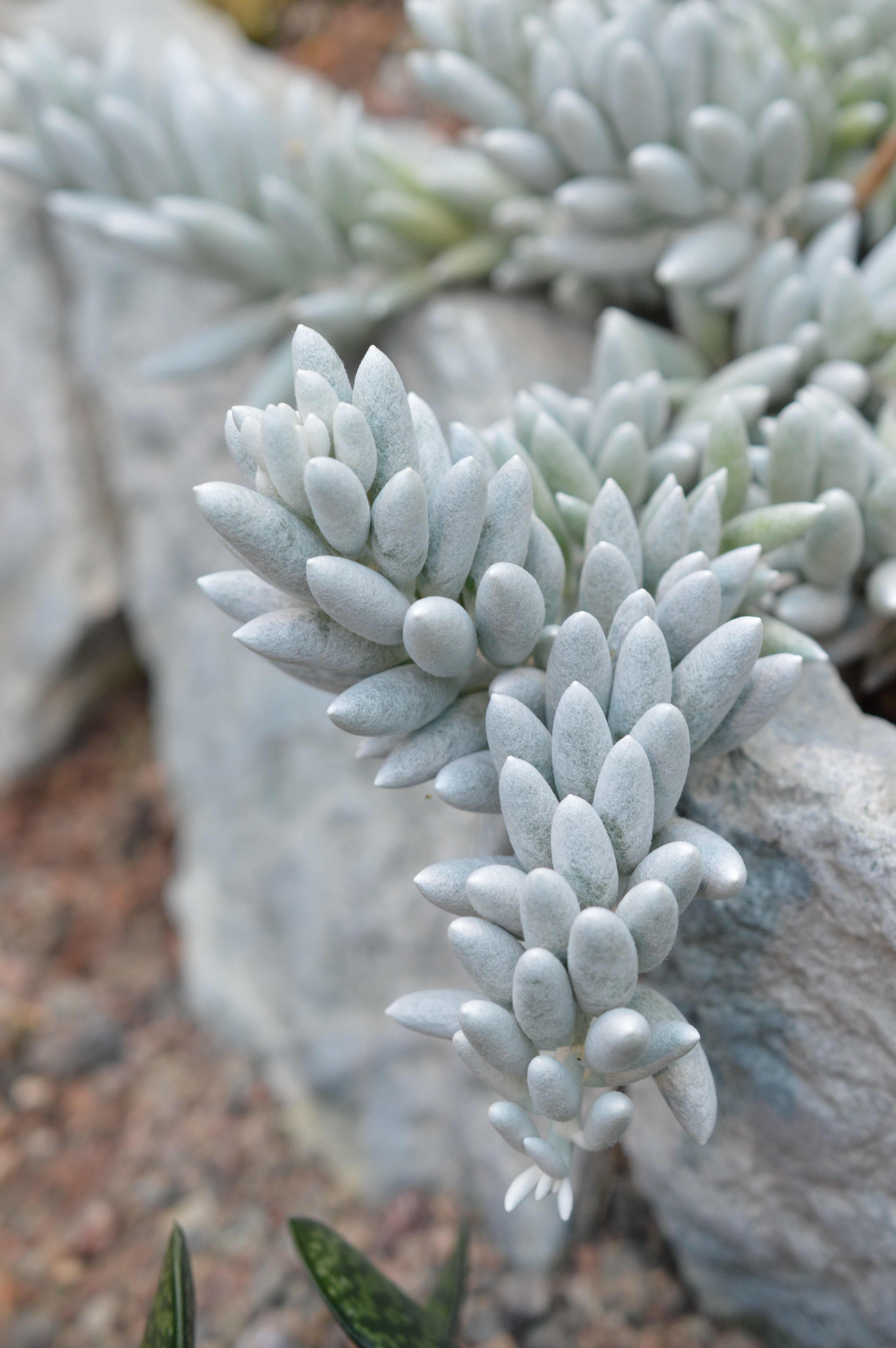
В культуре

Капуция войлочная отличается относительно легким уходом и привлекательным внешним видом. Его стебли и листья покрыты плотным белым войлоком, что создает красивый контраст. Рекомендуется выращивать его в горшках с хорошим дренажем. Суккулент растет медленно и остается небольшим, даже при оптимальных условиях. Полив следует выполнять умеренно в течение вегетационного периода и уменьшить его зимой. Для удобрения следует использовать специальное удобрение для суккулентов и кактусов с низким содержанием азота. Капуция войлочная предпочитает солнечное или слабо затененное место с некоторым количеством прямого солнечного света в день. Растение может быть чувствительным к морозу, поэтому рекомендуется защищать его от холодов. Обрезка помогает сохранить компактную форму растения.
Капуция войлочная размножается черенкованием.